# 광순 (후주)
광순(廣順, 951년 1월 ~ 953년)은 후주(後周) 태조(太祖) 곽위(郭威)의 첫번째 연호이다. 3년 가량 사용하였다.
광순 연호를 차용한 십국(十國) 국가는 형남(荊南), 오월(吳越)이 있다.

## 개원
- 후한(後漢) 건우(乾祐) 4년 1월 5일[1](951년 2월 13일)에 연호를 광순(廣順)으로 건원함.[2][3][4][5]

- 광순(廣順) 4년 1월 1일[6](954년 2월 6일)에 연호를 현덕(顯德)으로 개원함.[7][3][8][5]

## 연대 대조표
| 광순       | 원년                           | 2년        | 3년        |
| 서기(西紀) | 951년                          | 952년      | 953년      |
| 간지(干支) | 신해(辛亥)                     | 임자(壬子) | 계축(癸丑) |
| 요(遼)     | 천록(天祿) 5년 응력(應曆) 원년 | 2년        | 3년        |
| 남한(南漢) | 건화(乾和) 9년                 | 10년       | 11년       |
| 후촉(後蜀) | 광정(廣政) 14년                | 15년       | 16년       |
| 남당(南唐) | 보대(保大) 9년                 | 10년       | 11년       |
| 북한(北漢) | 건우(乾祐) 4년                 | 5년        | 6년        |

## 동시대 연호

### 한국
고려(高麗)
- 광덕(光德) (949년 ~ 952년)

### 중국
요(遼)
- 천록(天祿) (947년 ~ 951년)
- 응력(應曆) (951년 ~ 969년)

남한(南漢)
- 건화(乾和) (943년 ~ 958년)

후촉(後蜀)
- 광정(廣政) (938년 ~ 965년)

남당(南唐)
- 보대(保大) (943년 ~ 957년)

대리국(大理國)
- 지치(至治) (946년 ~ 951년)
- 명덕(明德) (952년)
- 광덕(廣德) (953년 ~ 967년)

호탄 왕국(于闐)
- 동경(同慶) (912년 ~ 966년)

### 일본
- 덴랴쿠(天曆) (947년 ~ 957년)

## 같이 보기
- 중국의 연호 목록